# 斯图·格里芬
斯图·格里芬（英語：Stu Griffing，1926年11月9日—），美国男子赛艇运动员。他曾代表美国参加1948年夏季奥林匹克运动会赛艇比赛，获得男子四人单桨无舵手铜牌。